# إريك ليونارد
إريك ليونارد (بالإنجليزية: Eric Leonard)‏ هو لاعب كرة قدم أمريكي في مركز الوسط، ولد في 5 أكتوبر 1995 في بلاتين في الولايات المتحدة. لعب مع اوكلاهوما سيتي أنرجي.

## وصلات خارجية
- إريك ليونارد على موقع قاعدة بيانات كرة القدم.إي يو (الإنجليزية)
- إريك ليونارد على موقع Soccerway.com (الإنجليزية)